# Limia vittata
Limia vittata es una especie de peces de la familia de los pecílidos en el orden de los ciprinodontiformes.

## Morfología
Los machos pueden alcanzar los 8 cm de longitud total y las hembras los 10 cm.

## Distribución geográfica
Se encuentran en América: Es un pez endémico de Cuba. Puede ser encontrado en la mayoría de ríos y arroyos del país, incluyendo aguas de alta salinidad como desembocaduras al mar y lagunas costeras.